# Skandinavische Literatur
Skandinavische Literatur (exakter eigentlich: Nordische Literatur) ist die Literatur in den Sprachen der nordischen Länder. Dazu zählen Dänemark, Finnland, Island, Norwegen und Schweden sowie deren autonome Gebiete Åland, Färöer und Grönland sowie Sápmi. Die Mehrheit dieser Nationen und des Gebietes sprechen nordgermanische Sprachen. Obgleich man in Finnland keine nordgermanische Sprache, sondern Finnisch spricht, hat die finnische Geschichte und Literatur einen klaren Zusammenhang mit Schweden. Sprachlich mit den Finnen verwandt sind die Sami in Schweden, Norwegen und Finnland (sowie Russland).
Die skandinavischen Völker haben eine bedeutende und einflussreiche Literatur hervorgebracht. Der norwegische Dramatiker Henrik Ibsen popularisierte das moderne realistische Drama in Europa, mit Stücken wie Die Wildente und Nora oder ein Puppenheim. Der Literaturnobelpreis wurde Bjørnstjerne Bjørnson, Selma Lagerlöf, Verner von Heidenstam, Karl Adolph Gjellerup, Henrik Pontoppidan, Knut Hamsun, Sigrid Undset, Erik Axel Karlfeldt, Frans Eemil Sillanpää, Johannes V. Jensen, Pär Lagerkvist, Halldór Laxness, Nelly Sachs, Eyvind Johnson, Harry Martinson, Tomas Tranströmer und Jon Fosse verliehen.

## Die skandinavische Literatur des Mittelalters (800 – 1500)

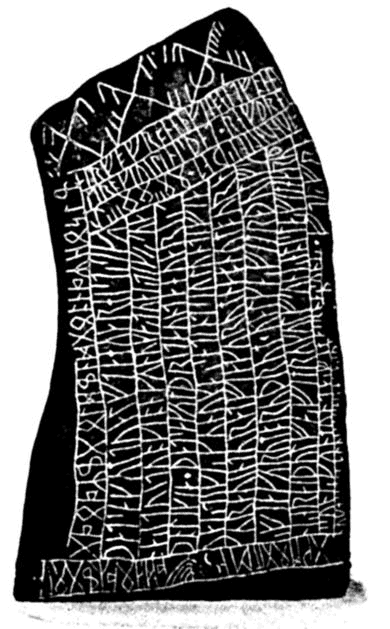
Der Stein von Rök trägt die mit 750 Zeichen längste erhaltene Runenschrift

Im Mittelalter wurde in Skandinavien erst Urnordisch und später Altnordisch gesprochen. Die ältesten schriftlichen Aufzeichnungen Skandinaviens sind Runenschriften auf Gedenksteinen und anderen Gegenständen. Einige von denen enthalten Anspielungen an die Nordische Mythologie und kurze Verse in Alliterationsform. Das bekannteste Beispiel ist der kunstvolle Rök Runenstein (ca. 800), ein Totengedenken mit verrätselten Anspielungen an die Legenden aus der Völkerwanderungszeit. Die ältesten Gedichte der Edda siedelt man im 9. Jahrhundert an, obwohl sie erst in Manuskripten des 13. Jahrhunderts erhalten sind. Sie erzählen die Mythen und Heldenepen Skandinaviens. Die Skaldendichtung ist ähnlich erhalten, die Manuskripte haben die mündlichen Fassungen des 9. Jahrhunderts aufgezeichnet. Formales Merkmal dieser Dichtung ist der achtversige Aufbau einer Strophe zu zwei Hälften im Schema des Stabreims. Die Skaldik weist darüber hinaus aber hohe Ansprüche in Bezug auf die Verwendung einer Vielzahl unterschiedlicher Versmaße und Stilmittel auf wie zum Beispiel die Verwendung von Umschreibungen und Wortbildern (Kenningar, Heiti).
Die Christianisierung seit dem 10. Jahrhundert brachte Skandinavien in Kontakt mit dem europäischen Wissen, einschließlich des lateinischen Alphabets und der lateinischen Sprache. In der Folge lässt sich eine ostnordische, also altdänische, altschwedische und gutnische, von einer westnordischen, also altnorwegischen, altisländischen und altfäröischen Tradition unterscheiden. Die mittelalterlichen Literaturen Dänemarks und Schwedens sind im Wesentlichen kontinental, insbesondere auch christlich, später höfisch geprägt. Sie weisen zahlreiche Ähnlichkeiten etwa mit der deutschen Literatur des Mittelalters auf. Die literarische Überlieferung Norwegens und Islands unterscheidet sich radikal von jener Dänemarks und Schwedens. Hier finden mit Skaldik, Edda und Saga die drei Hauptgattungen, die wegen ihrer ästhetischen Qualität und ihres Umfangs die eigenständige Bedeutung der altnordischen Literatur begründen.
Im 12. Jahrhundert wurde das erste umfangreiche Werk Dänemarks in lateinischer Sprache verfasst. Die Gesta Danorum von Saxo Grammaticus behandeln die Geschichte der Dänen. Das 13. Jahrhundert galt als Goldenes Zeitalter der isländischen Literatur mit Snorri Sturlusons Edda und Heimskringla. Snorris Edda enthält im dritten Teil einen für die altnordische Dichtung zentralen Mythos von der Entstehung und dem Raub des Dichtermets aus Speichel der Asen, Blut eines Menschen und Honig. Paradigmatisch werden hier Gewalt und Täuschung als zentrale Themen der vormittelalterlichen altnordischen Überlieferung beschrieben, so wie sie aus christlicher Sicht wahrgenommen und als Themen aufgegriffen wurden.

## Reformationszeit (1520 – 1600)
Um 1520 erreichte der Humanismus die nordischen Ländern, kurze Zeit später die Reformation. Zwar zerbrach schon 1523 die Kalmarer Union, die die drei nordischen Königreiche vereinigte. Doch wurde Norwegen politisch und kulturell durch die Einführung der Reformation völlig von Dänemark abhängig und verlor durch die Übernahme der Bibel und des Kirchenlieds in dänischer Sprache seine sprachliche Eigenständigkeit, während Island sie behielt. Die Literatur der gesamten Reformationszeit war durch die Publikation religiöser Unterweisungs- und Gebrauchsschriften in hoher Zahl geprägt; die bedeutendsten Leistungen waren jedoch die Bibelübersetzung und das Kirchenlied in der Landessprache (auch der finnischen). Gegen Ende des 16. Jahrhunderts entwickelt sich unter dem Einfluss des Humanismus und namentlich Philipp Melanchthons auch eine neulateinische Literatur, zunächst in Dänemark, in Schweden etwas später. Der Buchdruck verbreitete sich nur langsam, so dass viele Bücher in Deutschland gedruckt werden mussten.
Durch den Einfluss der lateinischen und der deutschen Sprache seit der Reformation ging das Verständnis für die Altnordische Sprache völlig verloren; zugleich wurde aber auch die Entwicklung der Landessprachen seit der Reformation gehemmt, obwohl sich in dieser Zeit das Dänische und das Schwedische auf Grundlage der Bibelübersetzungen zu Schriftsprachen entwickeln konnten. Das Altisländische wurde im 16. Jahrhundert durch dänische und niederdeutsche Einflüsse überformt und verlor zunächst seine Qualitäten. Das Norwegische konnte sich erst in der zweiten Hälfte des 19. Jahrhunderts vom Dänischen emanzipieren. Die noch stärker vom Dänischen abweichende westnorwegische Varietät Nynorsk hat sich seit Ende des 20. Jahrhunderts zur Schriftsprache entwickelt.

## Aufklärung und Romantik
Die Ideen der Aufklärung wurden vor allem durch französische, englische und deutsche Schriften nach Skandinavien gebracht oder von durch Europa reisenden Künstlern und Intellektuellen in ihre Heimatländer importiert. Die Aufklärung verlief in Dänemark (zu dem im 18. Jahrhundert auch Schleswig-Holstein mit der Universität Kiel sowie die selbstständige Stadt Altona gehörten) jedoch anders als in Schweden. In Dänemark war der deutsche philosophisch-literarische Einfluss auf die Eliten größer. Der „Klopstock-Kreis“, benannt nach dem deutschen Dichter des Messias, Friedrich Gottlieb Klopstock, der von König Frederik V. ins Land gerufen wurde, prägte für fast 20 Jahre das literarische Leben in Dänemark, wirkte aber auch auf die deutsche Literatur zurück. In Schweden artikulierte sich die Aufklärung vor allem im Bereich der Wissenschaften. Zur Volksbildung trug vor allem die schwedische Druckerfreiheitsverordnung von 1766 zusammen. Die norwegische Aufklärung fand sozusagen in Kopenhagen statt, wo sich die norwegischen Intellektuellen in der literarischen Det Norske Selskab versammelten.
An der Grenze zwischen Romantik, Biedermeier und Realismus ist das Werk des Dänen Hans Christian Andersens angesiedelt. Von etwa 1830 bis 1864 spiegelte sich in den Literaturen Dänemarks, Norwegens und Schwedens eine teils biedermeierlich-realistische (vor allem in Dänemark), teils studentisch-intellektuell geprägte nationalromantische Strömung, der Skandinavismus (Skandinavisme). Letzterer orientierte sich am nordischen Altertum und zielte politisch auf die Vereinigung der drei Reiche, wobei er sich gegen Deutschland und Russland wendete. Diese politische Strömung, die mit dem „kulturellen“ oder „literarischen Skandinavismus“ sowohl liberale als auch konservative Intellektuelle erfasste, verebbte, als Norwegen und Schweden Dänemark 1864 im Krieg gegen Preußen und Österreich im Stich ließen. Sie lebte zu Beginn des 20. Jahrhunderts noch einmal kurz auf („Neuskandinavismus“), brach aber 1905 nach der Unabhängigkeit Norwegens zusammen; mit einer größeren zeitlichen Verschiebung wurde auch Finnland (mit antirussischer Tendenz) in die Nationalromantik einbezogen.

## Durchbruch der Moderne: Realismus und Naturalismus
Um 1870 entwickelte sich in Skandinavien ein sozialkritischer Realismus und Naturalismus, der sich vor allem in den Dramen Ibsens und Strindbergs ausdrückte. Zu den intellektuellen Protagonisten dieser Modernisierungsbewegung gehörte der dänische Kritiker Georg Brandes. In Norwegen sind Bjørnstjerne Bjørnson und Henrik Ibsen die wichtigsten Vertreter eines individualistisch-liberalen Realismus; hier werden die ländlichen Verhältnisse in nicht-idealisierender Weise geschildert, aber aufgewertet. Im gewaltigen Werk August Strindbergs spiegeln sich nach der naturalistischen Phase alle geistigen Strömungen Europas. Körper und Geschlecht wurden entdeckt, Erscheinungsformen des Unsichtbaren thematisiert. Erst in den 1880er Jahren erreichten diese Strömungen Finnland, wo sich die romantische Fennomania überholt hatte.
Um die Jahrhundertwende trug vor allem Knut Hamsun wichtige Impulse zur Entwicklung des psychologischen Romans bei. Auch der Einfluss des russischen Realismus und insbesondere Dostojewskis und Tolstois wurde in dieser Zeit spürbar, z. B. durch den Kreis um Elisabeth Järnefelt in Helsinki oder in den Werken von Ilmari Kianto. Nach der Jahrhundertwende verbreiteten sich ganz Skandinavien neuromantische Tendenzen.

## Zwischen den Weltkriegen
Zwischen den Weltkriegen führte die gesellschaftliche Demokratisierung zur Entwicklung einer Arbeiterdichtung. In Norwegen traten neben Naturschwärmerei und Heimatliteratur (Hauptvertreter: Trygve Emanuel Gulbranssen) gesellschaftskritische und existenzielle Problematiken berührende Arbeiten, in Dänemark folgte auf den Expressionismus eine Phase der Desillusionierung.

## Nach dem Zweiten Weltkrieg: die Hochmoderne
Nach 1945 ging der deutsche Einfluss auf die skandinavische Literatur stark zurück; dafür gewann vor allem in Schweden der Existenzialismus an Bedeutung. Auch Kafka wurde seit den 1940er verspätet rezipiert. gewannen angloamerikanische Autoren wie James Joyce, William Faulkner und Hemingway an Vorbildwirkung. Diese Phase des fortwirkenden „Hochmodernismus“, für die in Schweden Erik Lindegren und Karl Vennberg, in Norwegen Paal Brekke und Gunvor Hofmo, in Finnland Solveig von Schoultz, in Dänemark Klaus Rifbjerg, Ivan Malinowski und Per Højholt sowie in Island Svava Jakobsdóttir stehen, endet nach Glauser etwa um 1980.

## Neueste Zeit
Seit den 1970er Jahren hinterließ der von der gleichheitsorientierten Politik unterstützte Feminismus in den festlandskandinavischen Ländern nicht nur deutliche thematische Spuren in der Literatur, sondern auch in der Sprache. Neben sexusneutralen Artikeln und Berufsbezeichnungen gibt es in Schweden auch die männliche Krankenschwester, ohne dass dies lächerlich wirkt. Das hat auch sprachhistorische Gründe. Seit den 2000er Jahren gibt es sogar eine weibliche Dominanz in der skandinavischen Literatur, von Genres wie dem Kriminalroman einmal abgesehen.
Während schwedische und norwegische Literaturhistoriker die neuer Literaturgeschichte nach wie vor nach Dezennien gliedern und Anzeichen für Umbrüche um 1970, 1980 und 1990 sehen, wird von der dänischen Literaturwissenschaftlerin Anne-Marie Mai (* 1953) die ästhetische Kontinuität des Zeitraums von 1970 bis 2000 hervorgehoben. Sie spricht von einem formalästhetischen Durchbruch um 1970, der unabhängig von den inhaltlichen Präferenzen der letzten Jahrzehnte sei. Tatsächlich werden in der postmodernen Literatur Skandinaviens seit den 1980er Jahren von der Moderne vernachlässigte Themen nachgeholt. Gerade in Dänemark entwickelte sich aber in den 1970er Jahren eine neorealistische sozialkritische Literatur, die auf Formexperimente verzichtete.
Inzwischen scheint hier wie auch in Norwegen und Schweden die Phase der Sozialkritik außer in einigen stark politisierten Krimiserien beendet zu sein. Liebe, Freundschaft und innere Welten sind heute wichtige Themen, extreme Selbstreflexion bis hin zur Selbstbespiegelung eingeschlossen. Dieses Thema hat eine lange Tradition in der skandinavischen Literatur seit Hamsun, oft auch in Form des Doppelgängermotivs in Hans Christian Andersens Märchen Skyggen („Der Schatten“, 1847), eine Allegorie des Unbewussten, bis zum Roman der schwedischen Autorin Isabelle Ståhl (* 1988) Just nu är jag här („Gerade jetzt bin ich hier“, 2017) über das destruktive Spiegelbild der Protagonistin in den sozialen Medien.
Seit ca. 1980/90 ist der Kriminalroman ein wichtiger Exportartikel Skandinaviens geworden. Rund 120 Autoren aus den fünf nordischen Ländern waren laut schwedenkrimi.de um 2004 auf dem deutschen Markt, davon über 40 allein aus Schweden. „Das Grundmodell des Booms ist schlicht und bewährt: Ein mehr oder weniger alternder Kommissar, gern einsam und eigenbrötlerisch, auch melancholisch, oft an sich und den Umständen seines Daseins (ver)zweifelnd, tappt mürrisch und meist wortkarg durch die Welt des Bösen und nervt die Kollegen. Statt seine eigenen Lebenskrisen zu bewältigen, überwältigt er, ersatzweise, Mörder und Entführer.“ Mittlerweile spielen auch Kommissarinnen eine größere Rolle.

## Dänische Literatur
Die Schriften der vorreformatorischen Zeit waren weitgehend in lateinischer Sprache abgefasst. Das 16. Jahrhundert brachte die Reformation nach Dänemark und eine neue Periode der dänischen Literatur. Zu den Hauptautoren der Zeit gehörten Humanisten wie Christiern Pedersen, der das Neue Testament ins Dänische übersetzte, und Poul Helgesen, einen Erasmus-Übersetzer und Vertreter einer aufgeklärten Gegenreformation. Im 16. Jahrhundert entstanden die ersten Dramen Dänemarks. Das 17. Jahrhundert war eine Ära des erneuerten Interesses an den skandinavischen Wurzeln und Altertümern mit Gelehrten wie Ole Worm an der Spitze. Obwohl sich die lutherische Orthodoxie ausbreitete, erreichte die Dichtung in dem persönlichen Ausdruck der Passionshymnen Thomas Kingos einen Höhepunkt. Wichtige dänische Autoren des 19. Jahrhunderts waren Søren Kierkegaard und Hans Christian Andersen. Unter den dänischen Autoren des 20. Jahrhunderts erlangte insbesondere Martin Andersen Nexø in Deutschland größere Bekanntheit, der die bäuerlichen Verhältnisse ohne Idealisierung zeichnete. Karen Blixen wuchs in Dänemark auf, schrieb aber ihre Bücher auf Englisch. In den 1970er bis 1990er Jahren entwickelte sich in Dänemark eine sozialkritische Literatur, die sich von Formexperimenten abwandte.

## Färöische Literatur
Die färöische Literatur im traditionellen Wortsinn hat sich eigentlich erst in den letzten 100–200 Jahren entwickelt. Dies liegt hauptsächlich an der Insellage der Färöer als auch daran, dass die Färöische Sprache bis 1890 kein standardisiertes Schriftformat hatte. Aus dem Mittelalter wurden zahlreiche färöische Gedichten und Erzählungen mündlich überliefert. Die Gattungen umfassten sagnir (historische Stoffe), ævintyr (Geschichten) und kvæði (Balladen, oft mit Musik und Tanz). Diese wurden erst im 19. Jahrhundert schriftlich fixiert, so in der Balladensammlung des Pfarrers Johan Henrik Schrøter, dem ersten Buch in färoischer Sprache (1822), das ein Jahr vor der ersten Bibelübersetzung erschien. Diese Sammlungen boten die Grundlage für eine „verspätete“, aber beeindruckende Literatur. Der 1940 erschienene Fischerroman „Vater und Sohn unterwegs“ (deutsch 2015) von Heðin Brú war das erste Werk der färöischen Literatur, das international bekannt wurde. Weitere wichtige Autoren waren Christian Matras (1900–1988), der die Sprache durch seltener oder ausgestorbene Wörter aus der Dorfsprache und Neologismen bereicherte, William Heinesen (1900–1991) und Jørgen-Frantz Jacobsen (1900–1938).
Zu den modernen Autoren gehören Gunnar Hoydal, Oddvør Johansen, die auch Kinderbücher verfasst und ihre Bücher noch mit Bleistift schreibt, und der Lyriker und Dramatiker Joánes Nielsen (* 1953). Auch ins Deutsche und Englische wurden mehrere Titel färöischer Autoren mittlerweile übersetzt.

## Finnische Literatur
Die spät errungene Unabhängigkeit prägte die finnische Literatur, die in ihren größten Werken die Schaffung bzw. Erhaltung einer starken finnischen Identität beabsichtigte. Durch die bewegte Geschichte Finnlands, das fast 700 Jahre (bis 1809) von Schweden und mehr als 200 Jahre (zeitweise im 18. Jahrhundert und von 1809 bis 1917) von Russland beherrscht wurde, war während langer Perioden hindurch die Regierungssprache (Schwedisch, teils auch Russisch) bzw. und die der Gebildeten (meist Schwedisch) eine andere war als die Volkssprache. Diese entwickelte sich erst nach der Reformation – vor allem aufgrund der ersten Übersetzung des Neuen Testaments 1548 – zur Schriftsprache, galt aber lange als Bauernsprache. Meilensteine der literarischen Entwicklung waren die Sammlung von Volksdichtungen und deren Verschmelzung im Kalevala von Elias Lönnroth (1835) sowie der Roman Die sieben Brüder (1870) von Aleksis Kivi. Charakteristisch für die finnischsprachige Literatur war eine deutliche Phasenverschiebung gegenüber der schwedischen und vor allem der westeuropäischen Literatur. Romantik und Realismus und Moderne halten hier mit deutlicher Verspätung Einzug.
Erst 1902 wurde das Finnische zur gleichberechtigten Amtssprache. Frans Eemil Sillanpää erhielt für seinen Roman Silja, die Magd im Jahr 1939 als bislang einziger Finne den Literaturnobelpreis. Nach dem Zweiten Weltkrieg orientierte sich die finnische Literatur stärker an angloamerikanischen als an deutschen Vorbildern oder an Ibsen und Tolstoj. Väinö Linna und Mika Waltari publizierten große historische Romane. Seit den 1960er und 1970er Jahren spiegeln sich die raschen sozialen Veränderungen in der Literatur, die sich aktuellen Themen wie der Landflucht widmete. In neuester Zeit gewinnt die Geschichtsepik wieder an Bedeutung (Sofi Oxanan).
Auch Autoren der Schwedisch sprechenden Minderheit beziehen die großen historischen und nationalen Themen wie den Winterkrieg oft in ihre Arbeiten. Eine Literatur der etwa 2500 Personen zählenden samischen Minderheit in Finnland existiert erst seit den 1970er Jahren.
- Zur Literatur der Finnlandschweden siehe Finnlandschwedische Literatur, zur Literatur in samischen Sprachen siehe: Samen (Volk)#Literatur

## Isländische Literatur
Die Isländersagas  (isländisch Íslendingasögur) sind Prosaerzählungen über Angelegenheiten im Island des 10. und frühen 11. Jahrhunderts. Sie stellen die bekannteste und typischste isländische Literatur der Frühzeit dar. Im Spätmittelalter wurden  rímur zur populärsten Form des poetischen Ausdrucks.
Die Reformation bezeichnet den Beginn der neuisländischen Literatur. Die Zeit von 1550 bis 1750 ist durch Übersetzungstätigkeit und Kommentare zur Skaldendichtung gekennzeichnet; im Land gedruckt wurden jedoch fast nur geistliche Texte. In dieser Zeit verlor die Sprache durch fremde (dänische, deutsche usw.) Einflüsse einige ihrer Qualitäten. Zur Zeit der Aufklärung entstanden seit 1750 Lehrgedichte, Übersetzungen und Vorläufer moderner Romane. Um 1830 verbreitete sich die nationalromantische Dichtung in Island. Ihren Höhepunkt bildete die Lyrik von Jónas Hallgrímsson, der sich unermüdlich bemühte, ausländische Begriffe durch isländische Neuschöpfungen zu ersetzen. Den ersten modernen isländischen Roman verfasste Jón Thoroddsen. Der eindrucksvollste realistische Erzähler war Gestur Pálsson.
Von der noch Anfang des 20. Jahrhunderts dominierenden Neuromantik setzte sich Gunnar Gunnarsson mit seinen zunächst in dänischer Sprache geschriebenen und später übersetzten Romanen deutlich ab; er wurde mehrfach für den Nobelpreis vorgeschlagen. Þórbergur Þórðarson löste durch seinen kirchen- und kapitalismuskritischen Briefroman Bréf til Láru (1924) heftige Kontroversen aus. Die Führungsrolle in der isländischen Literatur übernahm seit den 1930er Jahren Halldór Laxness mit einem durch einen USA-Aufenthalt während der Weltwirtschaftskrise geschulten Blick für soziale Fragen. In den 1940er und 1950er Jahren bearbeitete er historische Stoffe und entwickelten seinen eigenen an der Sagaprosa geschulten, sich objektiv gebenden Erzählstil. Er erhielt 1953 den Weltfriedenspreis und 1955 den Nobelpreis für Literatur. Neben ihm konnten sich nur wenige Prosaautoren behaupten. Vom Kommunisten zum Nihilisten wandelte sich der bedeutende Lyriker und Vertreter der Generation der atómskáldin („Atomdichter“) Steinn Steinarr.
Mitte der 1960er Jahre meldete sich eine neue Generation von modernistischen Prosaautoren mit Guðbergur Bergsson an der Spitze zu Wort. Die Feministin Svava Jakobsdóttir gilt als die bekannteste Schriftstellerin und Theaterpionierin Islands. Der massive soziale Wandel seit 1980 hat eine Erinnerungsliteratur an Kindheit und Jugend im alten proletarischen, aber oberflächlich amerikanisierten Reykjavík der 1950er und 1960er Jahre hervorgebracht, deren bekannteste Vertreter Einar Kárason und Pétur Gunnarsson sind. Seit 1985 spielen Autorinnen wie Vigdís Grímsdóttir eine immer größere Rolle im literarischen Leben Islands.

## Norwegische Literatur
Von einer eigenständigen norwegischen Literatur kann man erst seit dem 18. Jahrhundert sprechen, als sie sich von der dänischsprachigen Literatur löste. Die norwegischen Königschroniken in altnordischer Sprache wie das Ágrip af Nóregs konunga sögum und die Heimskringla wurden außerhalb des Landes meist von Isländern verfasst. Das gilt nicht für die um 1220 entstandene Fagrskinna, die vermutlich ebenfalls von einem Isländer stammt.
Die folgende Periode vom 14. bis zur Mitte des 18. Jahrhunderts, in der Norwegen von Dänemark beherrscht wurde, gilt als finsteres Zeitalter der norwegischen Literatur, obwohl norwegischstämmige Autoren wie der Übersetzer der alten Sagas Peder Claussøn Friis (1545–1614) und der Kulturhistoriker und Dichter Ludvig Holberg ihren Anteil zur allgemeinen dänisch-norwegischen Literatur beitrugen und dabei regionale Besonderheiten und einen kulturellen Patriotismus zum Ausdruck brachten.
Im 16. Jahrhundert war die sprachliche Entwicklung zum neueren Norwegisch abgeschlossen. Im 18. Jahrhundert erstarkten neben den deutschen auch französische und englische Einflüsse auf die bürgerlich-städtische Kultur Norwegens. Die um 1830 entstandene Norwegische Nationalromantik mit ihrem Hauptvertreter Henrik Wergeland richtete sich erfolgreich gegen die Vorherrschaft der dänischen Sprache.
Henrik Ibsen (1828–1906), oft als Vater des modernen Theaters bezeichnet, hat mit seinen Werken die Entwicklung der Dramentechnik in Europa und den USA revolutioniert. Norwegen hat bis heute vier Literaturnobelpreisträger. Bjørnstjerne Bjørnson erhielt den Nobelpreis im Jahr 1903, Knut Hamsun 1920 für Segen der Erde. Auch sein früherer Roman Hunger gehört zu den Klassikern der norwegischen Literatur. Sigrid Undset erhielt den Preis 1928 für ihre Trilogie Kristin Lavranstochter, Jon Fosse 2023 für sein Gesamtwerk.
Seit den 1970er Jahren politisierte sich die norwegische Literatur. Frauenbewegung – literarisch repräsentiert durch Bjørg Vik (1935–2018) und Liv Køltzow (* 1945) –, Umweltschutz und Sozialkritik fanden darin ihren Ausdruck, um seit den 1980er Jahren der Postmoderne einer neuen Innerlichkeit zu weichen.

## Schwedische Literatur
Die schwedische Literatur war im Mittelalter stark von der niederdeutschen Sprache beeinflusst und verlor viele Züge der altnordischen Sprache. Sie erlebte im Mittelalter einen ersten Höhepunkt mit der heiligen Birgitta. Wie in anderen skandinavischen Ländern war auch hier die Bibelübersetzung zur Zeit der Reformation (die Wasa-Bibel) von großer Bedeutung für die Entwicklung der Schriftsprache.
Zu Beginn des 20. Jahrhunderts wirkten August Strindberg und Selma Lagerlöf. Als Kinderbuchautorin ist Astrid Lindgren bekannt geworden. Nach dem Zweiten Weltkrieg wurde Stig Dagerman mit seinen Romanen international bekannt. Schwedische Autoren von Kriminalromanen sind Liza Marklund, Henning Mankell, Stieg Larsson sowie das Ehepaar Maj Sjöwall und Per Wahlöö, welche die Figur von Kommissar Beck geschaffen haben. Schweden steht an fünfter Stelle in der Liste der Länder mit den meisten Literaturnobelpreisträgern.
- Siehe auch: Finnlandschwedische Literatur

## Samische Literatur
Die christliche Mission unterdrückte zahlreiche samische Traditionen. Die Schamanengesänge wurden verboten, Bücher in samischer Sprache wurden seit dem 18. Jahrhundert zunächst nur zu religiösen Zwecken gedruckt. Die Entwicklung der samischen Schriftsprachen wurde außerdem durch die Zersplitterung der Sprachvarianten und Siedlungsgebiete erschwert.
Als Pionier der modernen samischen Literatur gilt Johan Turi mit seinem Buch Muittalus samiid birra von 1910. Nach dem Ersten Weltkrieg fand die samische Literatur in den skandinavischen Staaten jahrzehntelang keinen Raum. Aufgrund der Kolonisation der traditionellen samischen Siedlungsgebiete kam es zu Umsiedlungen und zur Diskriminierung der samischen Sprache und ihrer Sprecher. Allein der norwegische Philologe Just Knud Quigstad (1853–1957) befand samische Märchen und Geschichten für sammelnswert und gab sie zwischen den 1920er und 1950er Jahren in übersetzter Form heraus.
Seit den 1970ern kam es aber zu einem Aufschwung der samischen Literatur und zahlreichen Veröffentlichungen in unterschiedlichen samischen Sprachen, außer in Norwegen vor allem in Finnland, aber auch in der Sowjetunion. Angesichts von nur etwa 35.000 Sami sprechenden Menschen ist der Buchmarkt für samischsprachige Texte sehr klein.